# Tú ríes (película de 1998)
Tu ridi es una película dramática italiana de 1998 traducida al español como Tú ríes. Se trata de la segunda adaptación cinematográfica basada en cuentos de Luigi Pirandello después de Kaos y dirigida por Paolo y Vittorio Taviani. Por esta película los hermanos Taviani fueron galardonados con el premio de mejor director en el Festival Internacional de Cine de Mar del Plata. Se trata de la última película protagonizada por Turi Ferro y Antonio Albanese.

## Reparto

### Felice
- Antonio Albanese : Felice Tespini
- Sabrina Ferilli : Nora
- Giuseppe Cederna : Tobia Rambaldi
- Elena Ghiaurov : Marika
- Luca Zingaretti : Gino Migliori

### Dos Secuestros
- Lello Arena : Rocco
- Turi Ferro : Ballaró